# Hefu Yang
Hefu Yang är en sjö i Kina. Den ligger i provinsen Zhejiang, i den östra delen av landet, omkring 58 kilometer norr om provinshuvudstaden Hangzhou. Arean är 1,1 kvadratkilometer. Trakten runt Hefu Yang består till största delen av jordbruksmark. Den sträcker sig 1,2 kilometer i nord-sydlig riktning, och 2,1 kilometer i öst-västlig riktning.
Genomsnittlig årsnederbörd är 1 675 millimeter. Den regnigaste månaden är juni, med i genomsnitt 253 mm nederbörd, och den torraste är november, med 62 mm nederbörd.